# Slipbladige ooievaarsbek
De slipbladige ooievaarsbek (Geranium dissectum) is een plant uit de ooievaarsbekfamilie (Geraniaceae).

## Determinatie
De bladeren zijn diep ingesneden, handvormig veerspletig tot veerdelig. De plant heeft een penwortel.
De bloem is roze of paarsrood, de kroonbladen zijn uitgerand. De bloeiperiode loopt van mei tot in september. De stengel is afstaand behaard. In het bovenste deel kunnen ook klierharen voorkomen.

## Ecologie
De plant komt hier voor op eutrofe, vochtige, open grond. Daarbij verschijnt ze niet direct in weilanden, maar wel aan akkerranden, bermen, langs slootkanten en dijken.

## Verspreiding
De plant komt in zowel België als in Nederland in het wild voor en is redelijk algemeen. De soort is oorspronkelijk afkomstig uit het Middellandse Zeegebied. Vermoedelijk zijn de zaden met akkerzaden naar Centraal-Europa meegebracht.